# Incendios forestales en Grecia de 2007

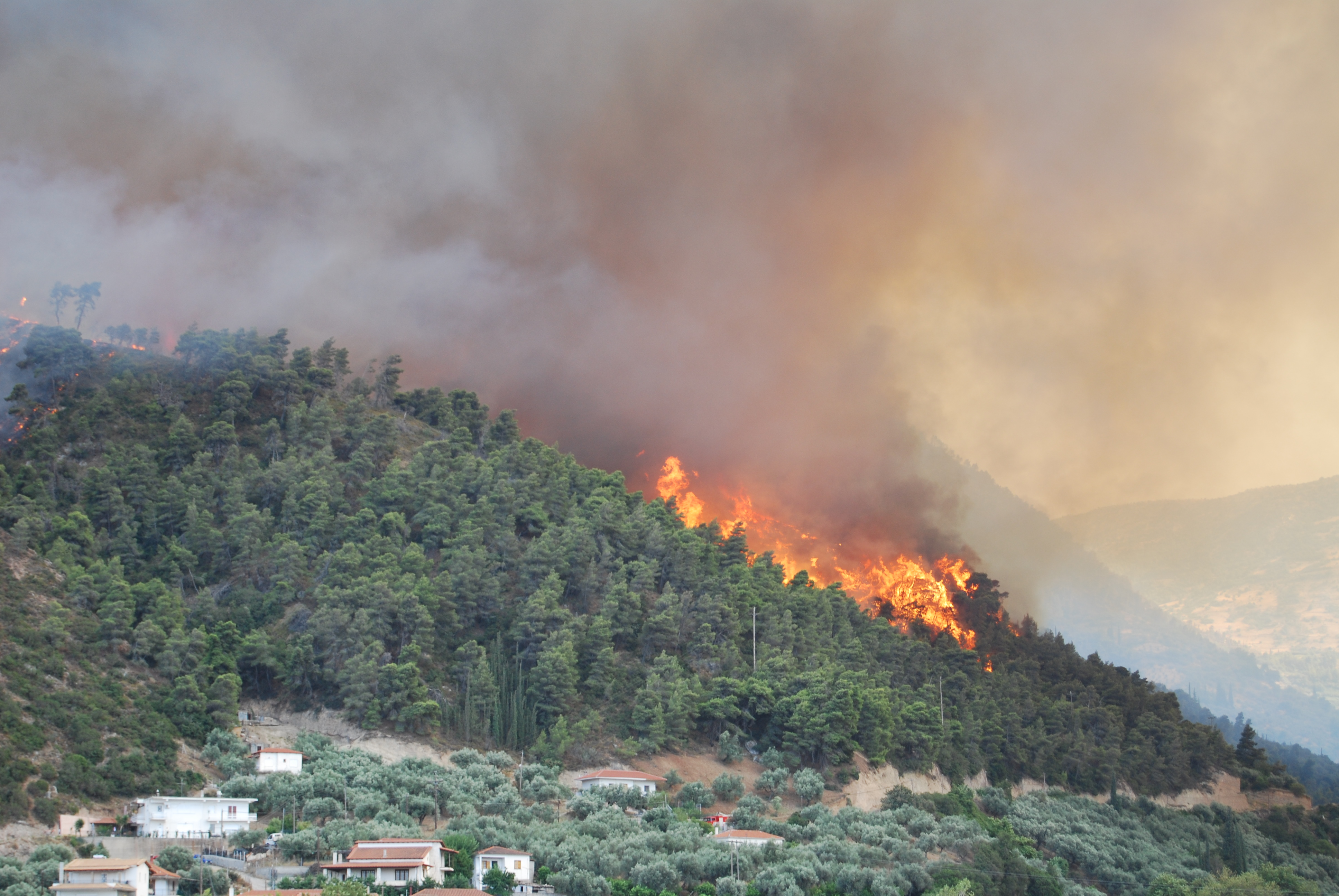
Instantánea tomada el 18 de julio de 2007 en Grecia

A mediados de 2007, una serie de aproximadamente 3000 incendios forestales asolaron Grecia, especialmente el Peloponeso, con 64 víctimas confirmadas desde el 24 de agosto. La mayoría de los incendios fueron causados intencionadamente. Las altas temperaturas que llegaron hasta los 40 °C, la sequía y los incendios favorecidos por estos factores hicieron que el verano de 2007 fuera especialmente severo en este lugar del mundo.

## Desarrollo

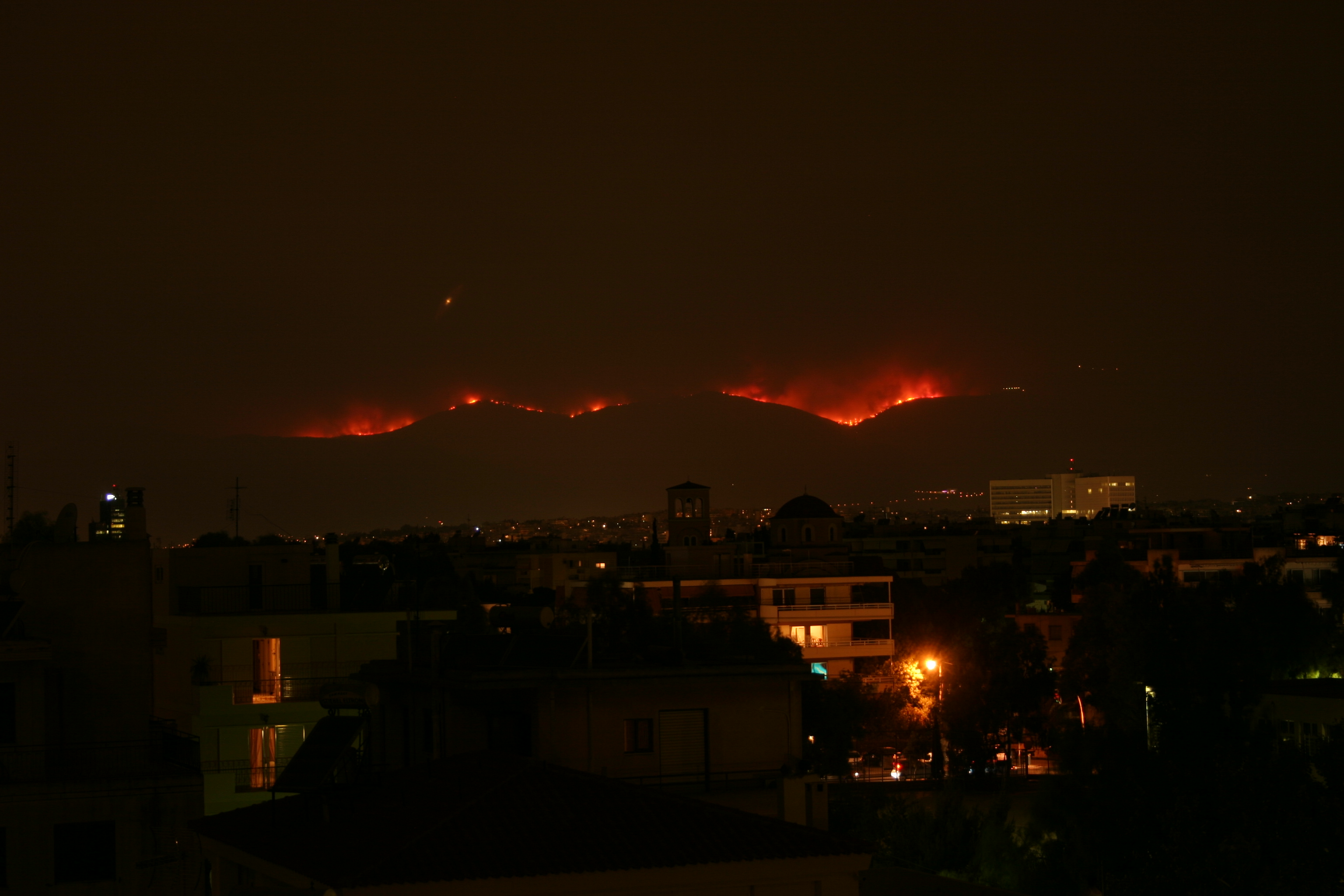
Vista del fuego en el parque nacional Parnitha desde Atenas.

### Junio de 2007
En el incendio que comenzó el 28 de junio de 2007 en el parque nacional Parnitha, unas 5600 hectáreas aproximadamente de bosques fueron destruidas en pocos días, lo que lo convertiría en uno de los peores incendios forestales en la prefectura después del incendio de Penteli, a mediados de 1995. La magnitud de la devastación fue tal, que estudios medioambientales efectuados en Grecia avisaron de que el microclima ateniense cambiará en un futuro perceptiblemente durante la estación de verano y las inundaciones serán un problema muy probable para los suburbios norteños de la ciudad.[cita requerida]
Otras áreas afectadas fueron Pelión, Agiá y Melivoia, Skourta, Dafni, y Pyli.

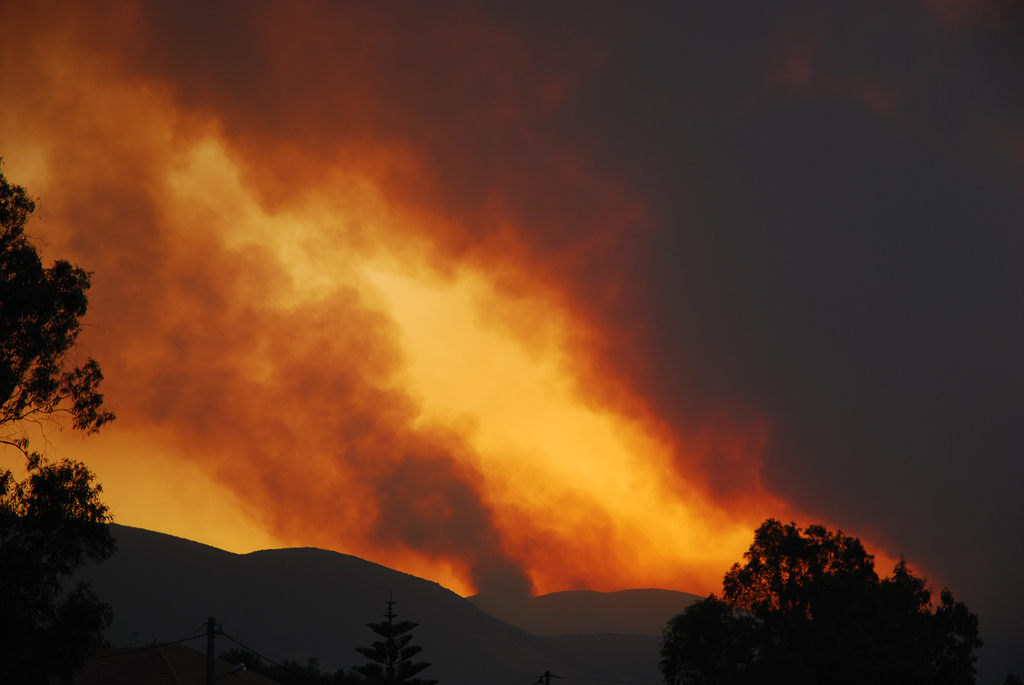
Incendio forestal en la isla de Zakynthos a fines de julio.

### Julio de 2007
Más de 100 incendios fueron identificados el 15 de julio, en lugares como Kerate a las afueras de Atenas, el Peloponeso y las Islas Egeas de Andros, Evia, Lesbos y Samos, así como en Creta y la isla jónica de Cefalonia.
En el Peloponeso, sobre el 20 de julio, un gran incendio que comenzó en las montañas, en la ciudad de Aigio, y continuó hacia Akrata, destruyó muchas hectáreas de bosques y tierras cultivadas. En el mismo tres personas perdieron la vida.

### Agosto de 2007
El 24 de agosto de 2007, los incendios proliferaron en el Peloponeso, Ática y Eubea. En el Peloponeso, el fuego consumió varias villas y mató a más de 60 personas. Seis personas fueron reportadas muertas en la ciudad de Areopoli. En Zacharo, uno de los sitios más golpeados, al menos 30 fueron encontradas muertas por los bomberos mientras buscaban en automóviles y casas incendiadas.

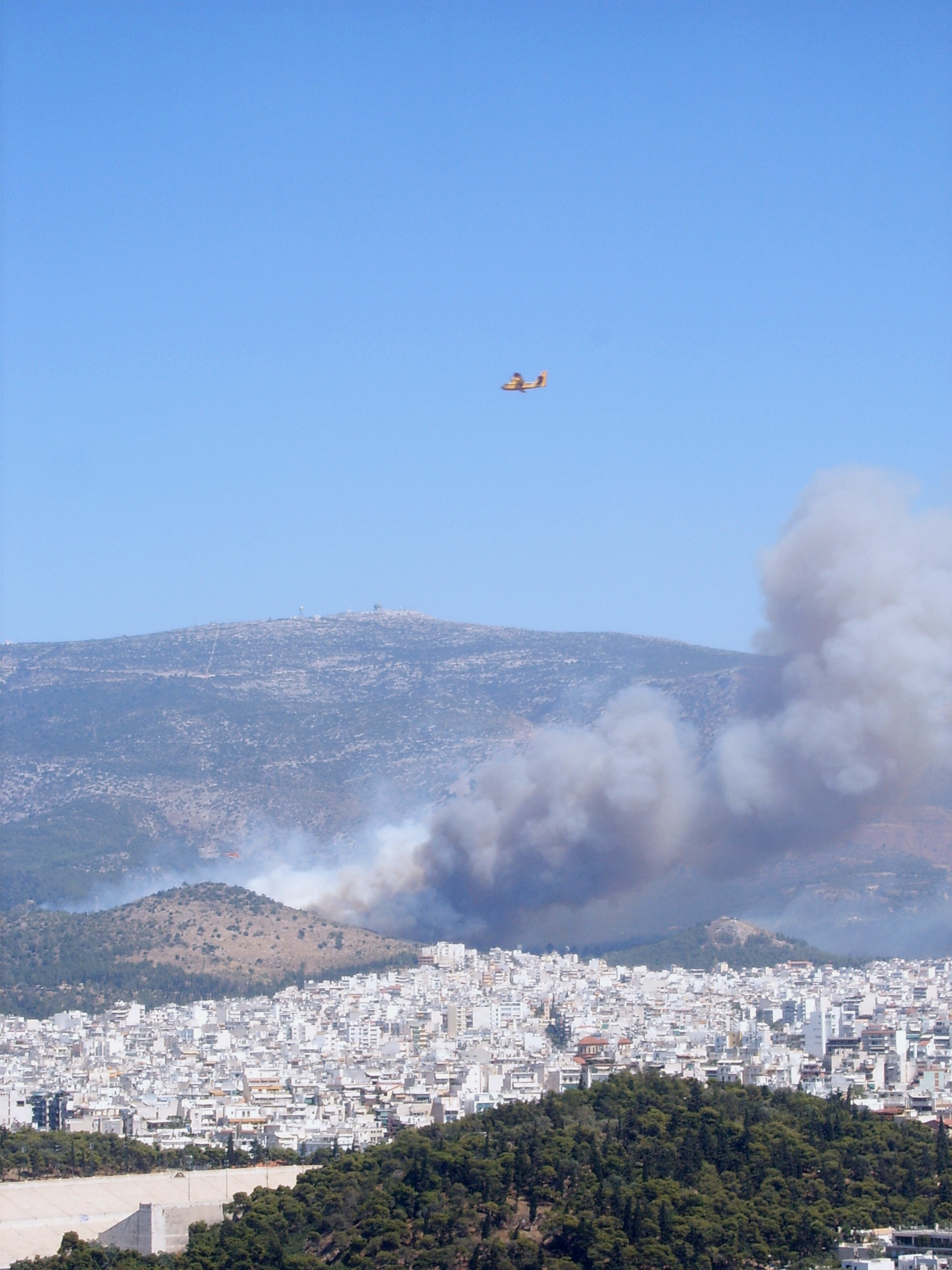
Vista del humo desde la Acrópolis de Atenas.

El primer ministro griego Kostas Karamanlis declaró el estado de emergencia en todo el país y solicitó ayuda a los miembros de la Unión Europea. Varios países respondieron al llamamiento y enviaron ayuda. También se dispuso el envío de 500 soldados griegos a las aéreas afectadas, al que más tarde se sumó otro contingente de 500 soldados.
En las primeras horas del 25 de agosto, el fuego pudo verse en el monte Himeto y Filothei en Atenas. Fuentes oficiales comunicaron que el fuego fue provocado intencionadamente, ya que los bomberos encontraron botellas con gasolina en las aéreas afectadas[cita requerida]. También se supone que incendios en el Peloponeso fueron intencionados ya que más de 20 focos de fuego comenzaron al mismo tiempo en lugares diferentes[cita requerida].
Durante la tarde, se registraron dos incendios en Keratea y uno en Markopoulo Mesogaias, en Ática del este. El primero de los incendios no pudo controlarse pero el segundo fue descubierto rápidamente permitiendo que los bomberos lo extinguieran. El incendio en Keratea alcanzó una extensión de 12 kilómetros de largo, y un hombre fue llevado al hospital con quemaduras de segundo grado.
El 26 de agosto, varios incendios fueron descubiertos en las cercanías de Atenas. El número de víctimas provocadas directamente por el incendio llegó a 64, con al menos 10 personas desaparecidas.

### Olimpia
Se temió por la supervivencia de las ruinas de la antigua Olimpia, ya que esta se encontraba al alcance del fuego. Los fuegos llegaron solamente a ennegrecer el patio del museo arqueológico, que contiene esculturas clásicas. Según la declaración oficial del Ministro de Cultura, Georgios Voulgarakis, no se ha causado ningún daño serio a las antigüedades.
Desafortunadamente, el día 26 de agosto, se comprobó que el daño infligido era de mayor importancia y escala.

## Asistencia internacional
En agosto, el primer ministro, Kostas Karamanlis, solicitó ayuda a los miembros de la Unión Europea y otras naciones. Los siguientes estados ofrecieron su ayuda, pero la de algunos fue rechazada.
- Austria - Dos helicópteros, un avión de transporte y 20 bomberos.[8]
- Chipre - 11 vehículos de bomberos, 55 bomberos, 29 miembros de la defensa civil.[8]
- República Checa - Un helicóptero con tripulación de 5 miembros.[8]
- Dinamarca - Seis vehículos todo terreno de lucha contra el fuego que pueden subir cuestas escarpadas.[8]
- Finlandia - Tres helicópteros y 25 bomberos.[8]
- Francia - Cuatro aviones cisterna Canadair y 60 bomberos especializados en helicópteros.[8]
- Alemania - Tres CH-53, helicópteros para transporte de agua.[8]
- Hungría - 18 bomberos, un doctor, dos camiones de bomberos y equipamiento de respaldo.[8]
- Italia - Un avión cisterna Canadair.[8]
- Países Bajos - Tres helicópteros contra incendios Cougar con 27 tripulantes.[8]
- Noruega -  Un helicóptero del lucha contra incendios Bell 214.[8]
- Rumania - Un helicóptero MI-17 con nueve tripulantes.[8]
- Rusia -  Dos pesados helicópteros de lucha contra incendios, dos helicópteros Mi-8 y un avión anfibio multifuncional.[8]
- Eslovenia - Un helicóptero para transporte de agua.[8]
- España - Cuatro aviones cisterna Canadair.[8]
- Suiza - Cuatro helicópteros Super Puma para transporte de agua.[8]

## Miscelánea a los sucesos
- El Gobierno griego anunció ayudas inmediatas a los damnificados que oscilaban entre los 6000 y los 16.000 euros[cita requerida].
- Se detuvieron desde junio de 2007 a 32 personas sospechosas de ser las autoras de incendios intencionados.[3]
- También se creó en este país un fondo de ayuda para situaciones de emergencia, que tuvo una primera aportación de cinco millones de euros. Con este dinero se contrató de inmediato a 6000 desempleados para reforestar las zonas dañadas con la mayor celeridad posible.[9]
- El gobierno griego ofreció recompensas entre 100.000 y 1.000.000 de euros para quien pudiese aportar pruebas fidedignas o información sobre los autores de los incendios.[10]